# Herczeg Csilla
Herczeg Csilla (Herceg, Herczegh; Balatonfűzfő, 1958. augusztus 12. – 1995. április 3.) magyar színésznő.

## Élete
1980-ban színészként diplomázott a Színház- és Filmművészeti Főiskolán, Simon Zsuzsa osztályában. Először a debreceni Csokonai Színházhoz szerződött, majd egy év múlva a Radnóti Miklós Színpad tagja lett. 1990-től szabadfoglalkozású színművészként dolgozott. Alapító tagja, és rendszeres szereplője volt a Ruttkai Éva Színháznak.

## Halála
36 évesen öngyilkos lett.

## Fontosabb színpadi szerepei
- Susan (Stephen Poliakoff: Cukorváros)
- Nicola (Stephen Poliakoff: És te, szépségem)
- Róbert Gida (Alan Alexander Milne – Karinthy Frigyes: Micimackó)
- Philocomasium (Plautus: A hetvenkedő katona)
- Kis nő (Görgey Gábor: Wiener Walzer)
- Jukiko, szegény szolgálólány (Fábri Péter – Novák János: A farkas szempillája)
- Estrella, királylány (Pedro Calderón de la Barca: Az élet álom)
- Színésznő (Lengyel Menyhért: Az árny)
- Csillaglány (Keller Zsuzsa – Fábri Péter – Novák János: Csillaglány)
- Medirám királylány (Tamkó Sirató Károly – Novák János: Mesélő kert)
- Márkus kisasszony (Molnár Ferenc: Az ibolya)
- Bronzhajú lány (Fejes Endre: Az angyalarcú)
- Nánika, Manci (Johann Nepomuk Nestroy – Heltai Jenő – Fábri Péter – Novák János: Lumpáciusz Vagabundusz – vagy A három jómadár)
- erzsus (Gosztonyi János: Andrássy út 60)
- Papagáj (Nógrádi Gábor – Fekete Mari): Segítség, ember!)
- Ludmilla (Valentyin Petrovics Katajev: A kör négyszögesítése)

## Filmek, tv
- A hallgatás ára (1977)
- Zokogó majom (sorozat) 4-5. rész (1978)... Liza
- Drága jótevőnk (1979)
- A kedves szomszéd (1979)... Bea
- Rang és mód (1980)...Irma, Bannai leánya első nejétől
- Kojak Budapesten (1980)
- IV. Henrik király (1980)... Anna, apáca
- Asszonyok (1981)
- Cserepek (1981)
- Lukianosz: Hetérák párbeszédei (1981)... Korinna
- A cornevillei harangok (Zenés TV-Színház) (1982) ... Germaine
- A sárkány menyegzője (1982)
- Hamlet, dán királyfi (1983)
- Barackvirág (1983)... Barackvirág
- Visszaesők (1983)... Ügyész
- Gyertek el a névnapomra (1983)... Biró Andrea
- A béke szigete (1983)... Ágnes
- Szálka hal nélkül (sorozat) Halászlé csipösen című rész (1984)... Csatáry Olga
- Megbízható úriember (1984)
- Kémeri (sorozat) A nuncius látogatása című rész (1985)... Kis Julianna, doktorandusz, a Katolikus Képtár katalogizátora
- Holt lelkek (1985)... Katyerina
- Akli Miklós (1986)
- Az aranyifjú (1986)
- Lutra (1986)...Eszter
- T.I.R. (sorozat) Gogol tér 3 című rész (1987)
- Csinszka (1987)
- A védelemé a szó (sorozat) A bizonyíték; Amit a halál sem old meg; Kóbor kutya; Szorítás; Törvény és remény; Zsákutca című rész (1988)...Kati
- Nem érsz a halálodig (1990)
- Szomszédok (sorozat) 92. rész; (1990) 97. rész; 98. rész (1991)
- Rózsaszín sorozat (sorozat) Les leçons de Bucciuolo (1991) ... La servante
- Tiszazug (1991)... Minácsikné
- Három boltoskisasszony (1992)
- Tükröm-tükröm: Szomorúfilm (1994)